# Ivanov krater
Ivanov krater (Иванов катер) è un film del 1972 diretto da Mark Danilovič Osep'jan.

## Trama
Nell'angusto pozzetto della barca, dove Ivan Burlakov è capitano da molto tempo e dove Elenka, che non è affatto scherzosamente chiamata sua moglie, lavora come marinaio, appare un nuovo operaio: l'assistente del capitano Sergej. Esternamente energico e aperto, raggiunge rapidamente l'amore di Elena. E anche rapidamente: il licenziamento di Ivan.